# 清田愛未
清田愛未（きよた まなみ、4月3日 - ）は、日本の作曲家、歌手、編曲家、ラジオパーソナリティ。旧芸名は清田まなみ。音楽制作ユニット「manamik」主催。

## 経歴
山梨県出身。4歳からピアノを習い、クラシックなどの音楽に親しむ。『ドラゴンクエスト』をプレイしたことでゲームにも作曲家がいることを知り、この頃からいつかゲームミュージックを作曲してみたいと思っていた。中学時代は吹奏楽部でトランペットを担当していた。高校時代、クラシックの声楽を、音楽大学時代はブルガリアのコーラスや日本民謡に興味を持ち、レッスンに通った経験もある。大学で作曲を学び、中学と高校の教諭一種免許状（音楽）を取得している。
ゲームミュージック作曲家になりたいと思ったまま、大学在学中に歌手デビューし、地方の歌謡ショーや地元テレビやラジオに出演、そのうち作曲の仕事もするようになった。デビューアルバム『月杜の祭』を『ファイナルファンタジーシリーズ』の作曲家植松伸夫に贈ったことから『ファイナルファンタジー ソングブック まほろば』に歌手として参加、ここからゲームと関わるようになる。
2006年6月1日、芸名を清田まなみから清田愛未に改名。
ライブで使用する楽器は、ピアノ、篠笛、鳥笛、リコーダー、オルガニート、ピアニカ、アンデスなど。
テレビドラマやアニメの劇伴に楽器で参加することもある。

## エピソード
- 夫は郡正夫（MC、ナレーター、リングアナ）。子供は2人いる[4]。
- 血液型A型。
- 『宇宙戦艦ヤマト』の大ファンであり、自身が音楽を担当しているプラネタリウム番組にて、宇宙戦艦ヤマトのスキャットを担当している川島和子本人にスキャットを依頼している。
- 宇宙戦艦ヤマト好きが高じて、ゲーム『半熟英雄』のイベントにて、ささきいさおに花束を渡す役に起用される。
- JAXA（宇宙航空研究開発機構）の協力で、月周回衛星かぐや（SELENE）の撮った映像と自身の演奏とのコラボレーションをライブで披露した。
- 2010年ウィーン滞在中、楽友協会へウィーンフィルハーモニー管弦楽団の演奏会に行った際、現地の人と仲良くなり、一緒に指揮者ピエール・ブーレーズの楽屋へ訪れている。

## ディスコグラフィ

### シングル
1. 千の花 千の空（2006年3月15日）
NHK『みんなのうた』で2005年10月～11月に放送。他2曲収録。付属のDVDには、同番組で放送された『千の花 千の空』の映像が収録されている。作曲は植松伸夫。
2. 星導〜ほししるべ〜（2010年12月29日）
童謡ファンタジー「ひかりのたね」テーマソング。
  1. 星導〜ほししるべ〜
  2. 祈りのひかり
  3. 星導〜ほししるべ〜（カラオケ）
  4. 祈りのひかり（カラオケ）
  5. 星導〜ほししるべ〜（ドラマサイズ）
  6. 祈りのひかり（ドラマサイズ）

### アルバム
1. 月杜の祭（2003年6月18日）
  1. レイロゥ
  2. 風の向こうへ
  3. 蕪の里
  4. 夢遊飛行
  5. いつか出逢えたなら
  6. AIONIA
  7. とばないとり
  8. 雪割り草
  9. 月杜の祭
  10. はじまりのうた
2. FINAL FANTASY SONG BOOK 「まほろば」（2004年3月10日）
  1. いつか帰るところ instrumental from FF9
  2. 夏のアルバム -Eyes On Me 日本語Ver.- from FF8 Eyes On Me
  3. たぶん、サヨナラ from FF7 牧場の少年
  4. 街 from FF3 故郷の街ウル
  5. Fisherman' s Horizon （instrumental） from FF8
  6. 雨上がり、散歩道 from FF7 忍びの末裔
  7. 明日の夢も忘れて
  8. ダゲレオ （instrumental） from FF9
  9. うたかた from FF5 はるかなる故郷
  10. 廻る光 from FF9 とどかぬ想い
3. はじまりの大地（2006年11月24日先行発売、2008年5月全国発売）
  1. はじまりの大地
  2. 君への星空
  3. 楽園
  4. 忘れ音
  5. 十六夜
  6. 月下美人
  7. 花守人
  8. かわらないもの
  9. 遠い空へ
  10. Planet Earth
  11. 風の記憶
4. プラネタリウム番組「星月夜～めぐる大地のうた」サウンドトラック(2007年1月17日)
  1. レイロゥ（新録音）
  2. 懐かしい大地～黙のことのは
  3. 星霜
5. あおによしまんとくん（2009年3月11日発売）
  1. まんとくんのうた♪
  2. まんとくん音頭♪
  3. いただきます
  4. ごちそうさま
  5. あおによし
  6. まんとくんのうた♪（カラオケ）
  7. まんとくん音頭♪（カラオケ）
  8. あおによし（カラオケ）
6. 星空のカノン〜プラネタリウムの為の音楽集〜（2009年4月26日よりiTunesにて配信）
  1. 星空のカノン
  2. 星霜
  3. 天球の諧音
  4. 夕まぐれ
  5. 空音
  6. 星空のカノン〜instrumental〜
  7. 星霜〜instrumental〜
7. 137億年目の誕生日オリジナルサウンドトラック（2010年3月20日より先行発売）
  1. Introduction
  2. Voyger
  3. ぼくらのはじまり
  4. Birth
  5. テーマ曲「137億年目の誕生日」
  6. 137億年目の誕生歌
8. 星の歌集（2011年3月2日）
  1. 星空のカノン
  2. 約束の星
  3. moon
  4. はやぶさ2010
  5. 七夕
  6. 星霜
  7. Planet Earth 2nd
  8. わたしの耳は貝の殻ー野辺山電波望遠鏡によせて
9. はやぶさの旅 サウンドトラック（2013年8月28日）
  1. prologue
  2. ミッション解説
  3. イトカワ〜降下
  4. 再挑戦〜再降下〜喪失
  5. 希望
  6. 地球へ…
  7. はやぶさの帰還
10. アースシンフォニーサウンドトラック
  1. universe
  2. earth（arrange）
  3. 春夏〜雲雨
  4. 流星
  5. 秋冬〜雲
  6. snow
  7. aurora
  8. earth
11. 星の歌集2（2015年4月20日）
  1. 星のキセキ
  2. 星の揺籠
  3. 星のこども
  4. 星降る里
  5. 137億年目の誕生歌～プラネタリウム番組 番組エンディング曲～
  6. 星空
  7. なゆたー西はりま天文台によせてー
  8. Wishing On A Star
  9. 天の海に～音楽朗読劇「万葉ファンタジスタ 大伴家持」より

### メディア作品
- 日経CNBCスペシャル『江戸の恵 デジタルで浮世絵を読む』<番組音楽>
- 『ケロロ軍曹』キャラクターソング『友だちごはん宇宙編』<作曲>
- ドラマCD『かのこん』<音楽>
- まんとくんの応援ソング『まんとくんのうた』『まんとくん音頭』<作曲及び歌唱>
- テレビアニメ『この青空に約束を—』アレンジアルバム<編曲及び歌唱>
- 童謡ファンタジー『ひかりのたね』シリーズ主題歌及びナレーション
- FM-FUJIライトダウンイベントCM音楽（2010年、2011年）
- 『チェインクロニクル 〜ショートアニメ〜』音（2014年）

### ゲーム
- 『ゼノブレイド』<作曲および編曲（下村陽子、ACE+、光田康典と合作）>
- 『ポケパークWii 〜ピカチュウの大冒険〜』
- 『目指せ名門野球部2』
- 『ヘラクレスの栄光魂の証明』<OPテーマ コーラス>
- 『怪獣が出る金曜日（レベルファイブ）』<主題歌>
- 『大乱闘スマッシュブラザーズ for Wii U』<編曲>
- 『サウザンドメモリーズ』<イメージソング作詞作曲編曲>
- 『ワンダーフリック（レベルファイブ）』<メインテーマコーラス>
- 『グランブルーファンタジー』蒼の少女編:ルリアの歌、作詞
- 『ゼノブレイド2』<作曲および編曲（ACE+、光田康典と合作）>
- 『ヘラクレスの栄光』サウンドクロニクル『アトランティスの子供達'18』歌唱
- 白猫プロジェクト4周年イベント『WORLD END －運命の光－』一部楽曲歌唱
- グランブルーファンタジー『ナルグランデ』エンディング曲及び作詞

### プラネタリウム
- 『星月夜〜めぐる大地のうた』音楽プロデュース清田愛未 音楽制作Studio Manamru
- 『137億年目の誕生日』音楽プロデュース清田愛未 音楽制作Studio Manamru
- 『ようこそ星のどうぶつえんへ』<劇中曲歌唱>
- 『おかあさんをさがして ～まいごになったとりけらぼうや』<劇中曲歌唱>
- 『星のキセキ』プラネタリウムクリエーター大平貴之プロデュース番組<主題歌>
- 水樹奈々東京ドーム公演 プラネタリウム演出音楽プロデュース清田愛未 音楽制作Studio Manamru
- 『ももんがさんとおほしさまジュース』<劇中曲歌唱>
- 『八ヶ岳から宇宙へ』音楽プロデュース清田愛未 音楽制作Studio Manamru
- KAGAYAはやぶさの旅音楽プロデュース清田愛未 音楽制作Studio Manamru
- KAGAYA地球の夜空音楽プロデュース清田愛未 音楽制作Studio Manamru
- KAGAYAアースシンフォニー音楽プロデュース清田愛未 音楽制作Studio Manamru
- KAGAYA『星の旅-世界編-』音楽プロデュース清田愛未 音楽制作Studio Manamru
- KAGAYA『水の惑星』音楽プロデュース清田愛未 音楽制作Studio Manamru

### 舞台
- 『魔王降臨』（R:MIX）
- 『ストラルドブラグ』（R:MIX）
- 『魔王転生』（R:MIX）
- 『BUTLER×BATTLER』
- 『花咲ける青少年』
- 『VOYAGE～光の射す方へ～』
- 『虹色の輪舞曲～ロンド・デュ・ラルカンシェル～（8色のオクテット・8枚の金貨）』
- 『魔〜エクリップス〜蝕』
- 『エンジェルガーディアン』主題歌
- 『ニートエンジェルvsリストラデビル』主題歌
- 石黒賢主演「音楽朗読劇 万葉ファンタジスタ』音楽制作・音楽監督
- 『AI : Angel Identity』主題歌
- 『エンジェルナイツ』主題歌

### その他の作曲作品
- 東京動物専門学校校歌『空を越えて』（作詞作曲）

### その他の歌唱、楽器、編曲で参加した作品
- xxxHOLiC第三巻（サントラCD付スペシャルパッケージ）（2006年）篠笛で参加
- 『役者魂!』オリジナル・サウンドトラック （2006年11月29日）オルガニートで参加
- angel songs~the very best of cano caoli~かの香織ベストアルバム（2007年6月13日）オルガニートで参加
- ベネッセ「こどもちゃれんじbaby」CD『ことりのうた』『おんまはみんな』<歌唱>
- ベネッセコーポレーション「こどもちゃれんじbaby」CDシングル『はじめてのおたんじょうび』<歌唱>
- ベネッセ 英語教材<音楽編曲及び演奏で参加>
- 『この青空に約束を― 〜ようこそつぐみ寮へ〜』(2007年9月21日）アレンジアルバムPiano Stories『恋心』アレンジ＆コーラス
- THE BLACK MAGESIII Darkness and Starlight(2008年3月19日）リコーダー、コーラスで参加
- 植松伸夫の10ショート・ストーリーズ DVD『僕のクリスマスプレゼント』<歌唱>
- 『悪魔城ドラキュラトリビュート』（2010年）アレンジアルバム『神々たちのレクイエム』<アレンジ＆コーラス歌唱>

## ラジオ
- 清田愛未の音のたまご（FM甲府 2003年-2004年）レギュラー
- 清田愛未の音のたまご（FM八ヶ岳 2008年-2009年）レギュラー
- 加来耕三のSAMURAIヒストリアス（アシスタントパーソナリティ 2009年-2011年）
- モト冬樹ののんびりいこうぜ!（アシスタントパーソンリティ 2011年10月-2012年3月）
- スタ★レビVOHさんのロック最高!（アシスタントパーソンリティ 2012年10月-）
- わんぱくオヤジの”人生お互いさま”（アシスタントパーソンリティ 2013年4月-）